# Channallabes sanghaensis
Channallabes sanghaensis är en fiskart som beskrevs av Devaere, Adriaens och Verraes 2007. Channallabes sanghaensis ingår i släktet Channallabes och familjen Clariidae. IUCN kategoriserar arten globalt som otillräckligt studerad. Inga underarter finns listade i Catalogue of Life.